# Chuanbi Dao
Chuanbi Dao är en ö i Kina. Den ligger i provinsen Zhejiang, i den östra delen av landet, omkring 180 kilometer öster om provinshuvudstaden Hangzhou. Arean är 2,0 kvadratkilometer. Den sträcker sig 1,7 kilometer i nord-sydlig riktning, och 1,8 kilometer i öst-västlig riktning.  Trakten runt Chuanbi Dao består till största delen av jordbruksmark.
Genomsnittlig årsnederbörd är 1 783 millimeter. Den regnigaste månaden är juni, med i genomsnitt 312 mm nederbörd, och den torraste är januari, med 53 mm nederbörd.